# Genauigkeitsklasse eines Wiegesystems
Die Genauigkeitsklasse eines Wiegesystems bezeichnet die maximal zu erwartende Abweichung des Messwertes eines Wiegesystems vom tatsächlichen Gewicht des gewogenen Objektes, soweit die Abweichung durch das Wiegesystem selbst bedingt ist. Analog zu den für andere Messgeräte definierten Genauigkeitsklassen sollen so Waagen in Klassen von Geräten, die gewisse messtechnische Mindestanforderungen erfüllen, eingeteilt werden, insbesondere um dem Eichgesetz zu genügen.

## Genauigkeitsklassen von nicht-selbsttätigen Waagen
Zu den nicht-selbsttätigen Waagen gehören z. B. Waagen in Supermärkten, Fahrzeugwaagen oder auch Plattformwaagen, für die gemäß der Richtlinie 2014/31/EU so genannte Herstellereichungen durchgeführt werden können. Demnach sind Hersteller, die über ein anerkanntes Qualitätsmanagement-System verfügen und entsprechend zertifiziert sind, dazu berechtigt, ohne das Eichamt die Waage für gesetzlich geregelte Anwendungen in Verkehr zu bringen.
Die Genauigkeit von nicht-selbsttätigen Waagen wird europaweit in Genauigkeitsklassen I bis IIII eingeteilt. Die Grundlage hierfür bildet die relative Auflösung, der Quotient aus Höchstlast Max und kleinstem aufgelöstem Gewichtswert, dem Eichwert e (=d).
| Genauigkeitsklasse | Eichwert e                       | Anzahl der Eichwerte n=Max/e | Anzahl der Eichwerte n=Max/e | Mindestlast Min (untere Grenze) |
| Genauigkeitsklasse | Eichwert e                       | Minimum                      | Maximum                      | Mindestlast Min (untere Grenze) |
| ------------------ | -------------------------------- | ---------------------------- | ---------------------------- | ------------------------------- |
| Feinwaage I        | 0,001 g ≤ e                      | 50.000                       |                              | 100 e                           |
| Präzisionswaage II | 0,001 g ≤ e ≤ 0,05 g 000,1 g ≤ e | 00.100 05.000                | 100.000                      | 020 e 050 e                     |
| Handelswaage III   | 000,1 g ≤ e ≤ 2 g ,0005 g ≤ e    | 00.100 00.500                | 010.000 010.000              | 020 e 020 e                     |
| Grobwaage IIII     | ,0005 g ≤ e                      | 00.100                       | 001.000                      | 010 e                           |

Im industriellen Umfeld kommt der Klasse III die größte Bedeutung zu. Grobwaagen der Klasse IIII sind dagegen nur zum Verwiegen von preiswerten Gütern, wie z. B. Sand und Kies zugelassen. Höherwertige Güter, wie Getreide, werden ausschließlich über Handelswaagen abrechnungsrelevant verwogen. Oftmals erfolgt die Verwiegung gesamter LKW-Züge auf Fahrzeugwaagen. Beispielhaft für die Genauigkeit von Handelswaagen wird im Folgenden die Eichfehlerkurve einer handelsüblichen Fahrzeugwaage dargestellt, wobei der erlaubte Verkehrsfehler bis zum doppelten Wert des Neueichfehlers betragen darf.

## Genauigkeitsklassen von selbsttätigen Waagen
Im Bereich der selbsttätigen Waagen, in den z. B. Schütt- oder Durchlaufwaagen sowie eichfähige Bandwaagen fallen, gilt die MID-Richtlinie MID 2004/22/EG.
Auch hier können sich Hersteller zertifizieren lassen, um so genannte Konformitätserklärungen zum Inverkehrbringen von Wiegesystemen auszustellen. Dieses Verfahren ist für den Betreiber mit der Herstellerersteichung gleichzusetzen, und spart den Einsatz von Eichbeamten. Die regulären Nacheichungen nach drei bzw. zwei Jahren obliegen jedoch weiterhin der Eichbehörden der Länder.
Die Genauigkeitsklassen bei selbsttätigen Waagen werden gemäß Anhang MI-006 der Richtlinie 2004/22/EG
definiert. Für automatische Schüttwaagen, die häufig für Annahme- und Verladeverwiegungen in Silos eingesetzt werden, existiert eine Klasseneinteilung nach prozentualen Fehlergrenzen.
| Genauigkeitsklasse | Fehlergrenze der totalisierenden Last |
| ------------------ | ------------------------------------- |
| 0,2                | ±0,10 %                               |
| 0,5                | ±0,25 %                               |
| 1                  | ±0,50 %                               |
| 2                  | ±1,00 %                               |

Für die Verwiegung bei Annahme und Verladung von freifließenden Schüttgütern wird die Genauigkeitsklasse 0,5 bevorzugt. Bei einer Verladung von 20 t kommt es so beispielhaft bei einem Fehler von max. ±0,25 % zu Toleranzen von ±50 kg. In der Praxis bewegen sich die Genauigkeiten der bisher genannten Wiegesysteme zumeist jedoch unter der maximalen Neueichfehlergrenze, so dass dieser Neueichfehler als die maximal zu tolerierende Abweichung im geschäftlichen Verkehr akzeptiert wird. Bei anderen Wiegesystemen, wie z. B. eichfähigen Bandwaagen, die zwar geeicht werden können, aber einer höheren Genauigkeitsklasse unterliegen, sind die Toleranzen jedoch deutlich höher. Zwar werden auch hier die offiziellen Verkehrsfehlergrenzen eingehalten, die Akzeptanz im Geschäftsverkehr ist häufig jedoch nicht gegeben. Somit scheiden die preislich günstigeren Wiegesysteme oftmals aufgrund der zu hohen Toleranzen im Handel mit hochwertigen Gütern aus.

## Wiegesysteme in der Praxis
Im praktischen Gebrauch von Wiegesystemen richtet sich die tatsächlich erzielte Genauigkeit oft nach den örtlichen Gegebenheiten, da diese externen Faktoren erheblich variieren können. Jedoch existieren praktische Erfahrungswerte über die Systemgenauigkeit verschiedener Wiegesysteme. Einen Überblick über die praktische Systemgenauigkeit von unterschiedlichen Waagen inklusive der vorgeschriebenen
Eichintervalle gibt folgende Tabelle.
| Wiegesystem                              | Eichintervall                     | ca. Systemgenauigkeit (+/- in %) | Bemerkungen                                                                  |
| ---------------------------------------- | --------------------------------- | -------------------------------- | ---------------------------------------------------------------------------- |
| Fahrzeugwaage                            | 3 Jahre                           | 0,2                              | Annahme & Verladung                                                          |
| Gleiswaage                               | 3 Jahre                           | 0,2                              | Annahme & Verladung                                                          |
| Schüttwaage                              | 2 Jahre                           | 0,25                             | Annahme & Verladung                                                          |
| Silovenrwiegung                          | 3 Jahre                           | 0,2                              | Verladung                                                                    |
| Siloverwiegung mit Messauge              | nicht eichfähig                   | 3,0                              | Verladung (Überladekontrolle)                                                |
| geeichte Bandwaage                       | 2 Jahre                           | 0,5 bis 1,0                      | Annahme & Verladung                                                          |
| ungeeichte Bandwaage                     | nicht eichfähig                   | 0,5 bis 2,0                      | interne Kontrolle                                                            |
| Achslastwaage                            | nicht eichfähig                   | 1,0                              | interne Kontrolle                                                            |
| Radladerwaage                            | eichfähig nach Klasse III         | 1,0                              | Grobwaage für preiswerte Güter                                               |
| Waagen in Maschinen, z. B. Probenautomat | 2 Jahre                           | 0,1                              | Automatische, eichfähige Besatzermittlung                                    |
| Dosierende Behälterwaage                 | nicht eichfähig eichfähig 2 Jahre | 0,1 bis 0,5                      | Dosiersysteme grds. abhängig von Dosierorganen mit sachgerechter Ausstattung |
| Dosierbandwaage                          | nicht eichfähig                   | 0,5                              | Dosiersysteme grds. abhängig von Dosierorganen mit sachgerechter Ausstattung |
| Differentialdosierbandwaagen             | nicht eichfähig                   | 0,5                              | Dosiersysteme grds. abhängig von Dosierorganen mit sachgerechter Ausstattung |
| Durchflussmessgeräte                     |                                   |                                  |                                                                              |
| GCoroliswaage                            | 2 Jahre                           | 0,5                              | Verladung & Kontrollverwiegung                                               |
| Prallplatte                              | nicht eichfähig                   | 3,0                              | interne Kontrolle                                                            |
| Schneckenwaage                           | nicht eichfähig                   | 3,0                              | Durchflussmessung in der Schnecke                                            |
| Klappwaage                               | nicht eichfähig                   | 3,0                              | interne Kontrolle                                                            |